# Rem als Jocs Olímpics d'estiu de 1924 - Quatre amb timoner masculí
La prova del quatre amb timoner masculí fou una de les set que es disputaren als Jocs Olímpics de París de 1924 i que formaven part del programa de rem. La prova es va disputar entre el 13 i el 17 de juliol de 1924, amb la presència de 51 remers, procedents de 10 països diferents.

## Medallistes
| Or                                                                                                 | Plata                                                                                           | Bronze                                                                                         |
| SuïssaEmile Albrecht · Alfred Probst · Eugen Sigg · Hans Walter · Walter Lossli · Émile Lachapelle | FrançaEugène Constant · Louis Gressier · Georges Lecointe · Raymond Talleux · Ernest Barberolle | Estats UnitsRobert Gerhardt · Sidney Jelinek · Edward Mitchell · Henry Welsford · John Kennedy |

## Resultats

### Sèries
Es disputaren el 13 de juliol. El primer passa a la final. El segon a la repesca.
| Pos. | Nació        | Remers                                                                         | Temps  |
| ---- | ------------ | ------------------------------------------------------------------------------ | ------ |
| 1    | Estats Units | Robert Gerhardt - Sidney Jelinek Edward Mitchell - Henry Welsford John Kennedy | 7'19"0 |
| 2    | Bèlgica      | Lucien Brouha - Victor Denis Jules Georges - Marcel Roman Jean van Silfhout    | 7'29"0 |
| 3    | Espanya      | Josep Balsells - Leandre Coll Jaume Giralt - Ricard Massana Lluís Omedes       | 7'34"0 |

| Pos. | Nació      | Remers                                                                                   | Temps  |
| ---- | ---------- | ---------------------------------------------------------------------------------------- | ------ |
| 1    | França     | Eugène Constant - Louis Gressier Georges Lecointe - Raymond Talleux Ernest Barberolle    | 7'10"0 |
| 2    | Regne Unit | Victor Bovington - Bernard Croucher Thomas Monk - John Townend Harry Barnsley            | 7'21"6 |
| 3    | Polònia    | Henryk Fronczak - Edmund Kowalec Józef Szawara - Władysław Nadratowski Antoni Brzozowski | ND     |

| Pos. | Nació   | Remers                                                                                   | Temps  |
| ---- | ------- | ---------------------------------------------------------------------------------------- | ------ |
| 1    | Itàlia  | Renato Berninzone - Marcello Casanova Gastone Cerato - Jean Cipolino Massimo Ballestrero | 7'13"0 |
| 2    | Hongria | Lajos Wick - István Szendeffy Sándor Hautzinger - Zoltán Török Károly Koch               | 7'13"8 |

| Pos. | Nació         | Remers                                                                           | Temps  |
| ---- | ------------- | -------------------------------------------------------------------------------- | ------ |
| 1    | Països Baixos | Johannes Brandsma - Jacob Brandsma Dirk Fortuin - Jean van Silfhout Louis Dekker | 7'08"0 |
| 2    | Suïssa        | Émile Albrecht - Alfred Probst Eugen Sigg - Hans Walter Walter Loosli            | 7'12"2 |

### Repesca
Es disputà el 13 de juliol.
| Pos. | Nació      | Remers                                                                        | Temps  |
| ---- | ---------- | ----------------------------------------------------------------------------- | ------ |
| 1    | Suïssa     | Émile Albrecht - Alfred Probst Eugen Sigg - Hans Walter Walter Loosli         | 7'17"0 |
| 2    | Regne Unit | Victor Bovington - Bernard Croucher Thomas Monk - John Townend Harry Barnsley | 7'33"0 |
| 3    | Hongria    | Lajos Wick - István Szendeffy Sándor Hautzinger - Zoltán Török Károly Koch    | ND     |
| 4    | Bèlgica    | Lucien Brouha - Victor Denis Jules Georges - Marcel Roman Jean van Silfhout   | ND     |

### Final
Es disputà el 17 de juliol.
| Pos. | Nació         | Remers                                                                                   | Temps  |
| ---- | ------------- | ---------------------------------------------------------------------------------------- | ------ |
| 1    | Suïssa        | Émile Albrecht - Alfred Probst Eugen Sigg - Hans Walter Émile Lachapelle                 | 7'18"4 |
| 2    | França        | Eugène Constant - Louis Gressier Georges Lecointe - Raymond Talleux Ernest Barberolle    | 7'21"6 |
| 3    | Estats Units  | Robert Gerhardt - Sidney Jelinek Edward Mitchell - Henry Welsford John Kennedy           | ND     |
| 4    | Itàlia        | Renato Berninzone - Marcello Casanova Gastone Cerato - Jean Cipolino Massimo Ballestrero | ND     |
| -    | Països Baixos | Johannes Brandsma - Jacob Brandsma Dirk Fortuin - Jean van Silfhout Louis Dekker         | DNF    |